# Djuptjärnen (Brunflo socken, Jämtland, 698724-146025)
Djuptjärnen är en sjö i Östersunds kommun i Jämtland och ingår i Ljungans huvudavrinningsområde.